# Кюдзітай
Кюдзітай або Кюджітай (яп. 旧字体 / 舊字體, きゅうじたい, досл. «Символи старої форми») це традиційні форми кандзі (китайські ієрогліфи, які використовуються в японському письмі). Їх спрощеними відповідниками є Сіндзітай (яп. 新字体, しんじたい, досл. «Нова форма символів»). Деякі зі спрощених ієрогліфів виникли багато століть тому і були в повсякденному вживанні як у Китаї, так і в Японії, але вони вважалися неелегантними, навіть неотесаними. Після Другої світової війни спрощені форми ієрогліфів стали офіційними в обох цих країнах.
Японська писемність
Ієрогліфи 漢字
Абетка 仮名
- Хіраґана 平仮名
- Катакана 片仮名
- Манйоґана 万葉仮名
- Хентайґана 変体仮名
- Джіндай моджі

Використання
- Фуріґана 振り仮名
- Окуріґана 送り仮名

Латиниця

Українська кирилиця
Проте в Японії було зроблено менш радикальні спрощення у меншій кількості. Прикладом є ієрогліф «електрика», який у Японії досі має традиційну форму «電», але його було спрощено до 电 у материковому Китаї (китайською мовою вимовляється «дянь», японською — «ден»).
До затвердження списку Тойо канджі у 1946 році кюдзітай були відомі як сейдзі (正字, «правильні/істинні символи») або сейдзітай (正字體). Навіть після затвердження списку Тойо кандзі, коли кюдзітай були офіційно визнані застарілими, вони часто використовувалися в друці до 1950-х років через логістичні затримки в заміні друкарського обладнання. Кюдзітай продовжують використовуватися до наших днів, оскільки, коли уряд Японії затвердив спрощені форми, він не заборонив традиційні форми. Таким чином, традиційні форми використовуються, коли автор бажає їх використовувати, а видавець погоджується.
На відміну від Китайської Народної Республіки, де всі особисті імена були спрощені в рамках реформи спрощення ієрогліфів, проведеної в 1950-х роках, японська реформа застосовувалася лише до підмножини використовуваних ієрогліфів (тойо кандзі) і виключала ієрогліфи, що використовуються у власних назваз. Таким чином, кюдзітай все ще використовується в особистих іменах у Японії (див. Дзіммейо кандзі). У сучасній японській мові кюдзітай, які з’являються в офіційному написанні власних імен, іноді замінюють спрощеною формою сіндзітай.

## Дзьойо кандзі
У 2136 Дзьойо кандзі (яп. 常用漢字) є 364 пари спрощених і традиційних ієрогліфів (наприклад, 亜 є спрощеною формою 亞). Кандзі 弁 використовується як спрощення трьох різних традиційних кандзі (辨, 瓣, і 辯).

### Традиційні ієрогліфи, які можуть викликати проблеми з відображенням
У Дзьойо кандзі є 62 ієрогліфа, старі форми яких можуть викликати проблеми з відображенням:
Кьоїку кандзі (26):
- 2 клас (2 кандзі): 海 社
- 3 клас (8 кандзі): 勉 暑 漢 神 福 練 者 都
- 4 клас (6 кандзі): 器 殺 祝 節 梅 類
- 5 клас (1 кандзі): 祖
- 6 клас (9 кандзі): 勤 穀 視 署 層 著 諸 難 朗

Кандзі для середньої школи (36):
- Середня школа (36 кандзі): 欄 廊 虜 隆 塚 祥 侮 僧 免 卑 喝 嘆 塀 墨 悔 慨 憎 懲 敏 既 煮 碑 祉 祈 禍 突 繁 臭 褐 謁 謹 賓 贈 逸 響 頻

Ці ієрогліфи є уніфікованими ідеографами Unicode CJK, для яких стара форма (кюдзітай) і нова форма (сіндзітай) були уніфіковані відповідно до стандарту Unicode. Хоча старі та нові форми розрізняються за стандартом JIS X 0213, старі форми відображаються на Unicode CJK Compatibility Ideographs, які Unicode вважаються канонічними еквівалентами нових форм і можуть не розрізнятися програмним агентом. Таким чином, залежно від середовища користувача, може бути неможливо побачити різницю між старими та новими формами ієрогліфів. Зокрема, усі методи нормалізації Unicode об'єднують старі ієрогліфи з новими.

### Список спрощених Дзьойо кандзі та їх традиційних форм
У переглянутій версії кандзі Дзьойо кандзі 5 кандзі було видалено (але збережено у Дзіммейо), а ще 196 кандзі було додано до Дзьойо кандзіхьо в якому містилось 1945 кандзі; 6 із цих нових кандзі мають традиційну та спрощену форми. У наведеному нижче списку вони підкреслені.
亜（亞） 悪（惡） 圧（壓） 囲（圍） 医（醫） 為（爲） 壱（壹） 逸（逸︁） 隠（隱） 栄（榮） 営（營） 衛（衞） 駅（驛） 謁（謁︀） 円（圓） 塩（鹽） 縁（緣） 艶（艷） 応（應） 欧（歐） 殴（毆） 桜（櫻） 奥（奧） 横（橫） 温（溫） 穏（穩） 仮（假） 価（價） 禍（禍︀） 画（畫） 会（會） 悔（悔︀） 海（海︀） 絵（繪） 壊（壞） 懐（懷） 慨（慨︀） 概（槪） 拡（擴） 殻（殼） 覚（覺） 学（學） 岳（嶽） 楽（樂） 喝（喝︀） 渇（渴） 褐（褐︀） 缶（罐） 巻（卷） 陥（陷） 勧（勸） 寛（寬） 漢（漢︀） 関（關） 歓（歡） 観（觀） 気（氣） 祈（祈︀） 既（既︀） 帰（歸） 器（器︀） 亀（龜） 偽（僞） 戯（戲） 犠（犧） 旧（舊） 拠（據） 挙（擧） 虚（虛） 峡（峽） 挟（挾） 狭（狹） 郷（鄕） 響（響︀） 暁（曉） 勤（勤︀） 謹（謹︀） 区（區） 駆（驅） 勲（勳） 薫（薰） 径（徑） 茎（莖） 恵（惠） 掲（揭） 渓（溪） 経（經） 蛍（螢） 軽（輕） 継（繼） 鶏（鷄） 芸（藝） 撃（擊） 欠（缺） 研（硏） 県（縣） 倹（儉） 剣（劍） 険（險） 圏（圈） 検（檢） 献（獻） 権（權） 顕（顯） 験（驗） 厳（嚴） 広（廣） 効（效） 恒（恆） 黄（黃） 鉱（鑛） 号（號） 国（國） 黒（黑） 穀（穀︀） 砕（碎） 済（濟） 斎（齋） 剤（劑） 殺（殺︀） 雑（雜） 参（參） 桟（棧） 蚕（蠶） 惨（慘） 賛（贊） 残（殘） 糸（絲） 祉（祉︀） 視（視︀） 歯（齒） 児（兒） 辞（辭） 湿（濕） 実（實） 写（寫） 社（社︀） 者（者︀） 煮（煮︀） 釈（釋） 寿（壽） 収（收） 臭（臭︀） 従（從） 渋（澁） 獣（獸） 縦（縱） 祝（祝︀） 粛（肅） 処（處） 暑（暑︀） 署（署︀） 緒（緖） 諸（諸︀） 叙（敍） 将（將） 祥（祥︀） 称（稱） 渉（涉） 焼（燒） 証（證） 奨（獎） 条（條） 状（狀） 乗（乘） 浄（淨） 剰（剩） 畳（疊） 縄（繩） 壌（壤） 嬢（孃） 譲（讓） 醸（釀） 触（觸） 嘱（囑） 神（神︀） 真（眞） 寝（寢） 慎（愼） 尽（盡） 図（圖） 粋（粹） 酔（醉） 穂（穗） 随（隨） 髄（髓） 枢（樞） 数（數） 瀬（瀨） 声（聲） 斉（齊） 静（靜） 窃（竊） 摂（攝） 節（節︀） 専（專） 浅（淺） 戦（戰） 践（踐） 銭（錢） 潜（潛） 繊（纖） 禅（禪） 祖（祖︀） 双（雙） 壮（壯） 争（爭） 荘（莊） 捜（搜） 挿（插） 巣（巢） 曽（曾） 痩（瘦） 装（裝） 僧（僧︀） 層（層︀） 総（總） 騒（騷） 増（增） 憎（憎︀） 蔵（藏） 贈（贈︀） 臓（臟） 即（卽） 属（屬） 続（續） 堕（墮） 対（對） 体（體） 帯（帶） 滞（滯） 台（臺） 滝（瀧） 択（擇） 沢（澤） 担（擔） 単（單） 胆（膽） 嘆（嘆︀） 団（團） 断（斷） 弾（彈） 遅（遲） 痴（癡） 虫（蟲） 昼（晝） 鋳（鑄） 著（著︀） 庁（廳） 徴（徵） 聴（聽） 懲（懲︀） 勅（敕） 鎮（鎭） 塚（塚︀） 逓（遞） 鉄（鐵） 点（點） 転（轉） 伝（傳） 都（都︀） 灯（燈） 当（當） 党（黨） 盗（盜） 稲（稻） 闘（鬭） 徳（德） 独（獨） 読（讀） 突（突︀） 届（屆） 難（難︀） 弐（貳） 悩（惱） 脳（腦） 覇（霸） 拝（拜） 廃（廢） 売（賣） 梅（梅︀） 麦（麥） 発（發） 髪（髮） 抜（拔） 繁（繁︀） 晩（晚） 蛮（蠻） 卑（卑︀） 秘（祕） 碑（碑︀） 浜（濱） 賓（賓︀） 頻（頻︀） 敏（敏︀） 瓶（甁） 侮（侮︀） 福（福︀） 払（拂） 仏（佛） 併（倂） 並（竝） 塀（塀︀） 餅（餠） 辺（邊） 変（變） 勉（勉︀） 歩（步） 宝（寶） 豊（豐） 褒（襃） 墨（墨︀） 翻（飜） 毎（每） 万（萬） 満（滿） 免（免︀） 麺（麵） 黙（默） 弥（彌） 訳（譯） 薬（藥） 与（與） 予（豫） 余（餘） 誉（譽） 揺（搖） 様（樣） 謡（謠） 来（來） 頼（賴） 乱（亂） 覧（覽） 欄（欄︀） 竜（龍） 隆（隆︀） 虜（虜︀） 両（兩） 猟（獵） 緑（綠） 涙（淚） 塁（壘） 類（類︀） 礼（禮） 励（勵） 戻（戾） 霊（靈） 齢（齡） 暦（曆） 歴（歷） 恋（戀） 練（練︁） 錬（鍊） 炉（爐） 労（勞） 郎（郞） 朗（朗︀） 廊（廊︀） 楼（樓） 録（錄） 湾（灣） 弁（辨/瓣/辯）

## Дзіммейо кандзі

### Кюдзітай і Сіндзітай
Список Дзіммейо кандзі містить 212 традиційних ієрогліфів, які досі використовуються в іменах. У дужках наведено сучасну форму (сіндзітай), яка з’являється в списку Дзьойо кандзі.
亞（亜） 惡（悪） 爲（為） 逸︁（逸） 榮（栄） 衞（衛） 謁︀（謁） 圓（円） 緣（縁） 薗（園） 應（応） 櫻（桜） 奧（奥） 橫（横） 溫（温） 價（価） 禍︀（禍） 悔︀（悔） 海︀（海） 壞（壊） 懷（懐） 樂（楽） 渴（渇） 卷（巻） 陷（陥） 寬（寛） 漢︀（漢） 氣（気） 祈︀（祈） 器︀（器） 僞（偽） 戲（戯） 虛（虚） 峽（峡） 狹（狭） 響︀（響） 曉（暁） 勤︀（勤） 謹︀（謹） 駈（駆） 勳（勲） 薰（薫） 惠（恵） 揭（掲） 鷄（鶏） 藝（芸） 擊（撃） 縣（県） 儉（倹） 劍（剣） 險（険） 圈（圏） 檢（検） 顯（顕） 驗（験） 嚴（厳） 廣（広） 恆（恒） 黃（黄） 國（国） 黑（黒） 穀︀（穀） 碎（砕） 雜（雑） 祉︀（祉） 視︀（視） 兒（児） 濕（湿） 實（実） 社︀（社） 者︀（者） 煮︀（煮） 壽（寿） 收（収） 臭︀（臭） 從（従） 澁（渋） 獸（獣） 縱（縦） 祝︀（祝） 暑︀（暑） 署︀（署） 緖（緒） 諸︀（諸） 敍（叙） 將（将） 祥︀（祥） 涉（渉） 燒（焼） 奬（奨） 條（条） 狀（状） 乘（乗） 淨（浄） 剩（剰） 疊（畳） 孃（嬢） 讓（譲） 釀（醸） 神︀（神） 眞（真） 寢（寝） 愼（慎） 盡（尽） 粹（粋） 醉（酔） 穗（穂） 瀨（瀬） 齊（斉） 靜（静） 攝（摂） 節︀（節） 專（専） 戰（戦） 纖（繊） 禪（禅） 祖︀（祖） 壯（壮） 爭（争） 莊（荘） 搜（捜） 巢（巣） 曾（曽） 裝（装） 僧︀（僧） 層︀（層） 瘦（痩） 騷（騒） 增（増） 憎︀（憎） 藏（蔵） 贈︀（贈） 臟（臓） 卽（即） 帶（帯） 滯（滞） 瀧（滝） 單（単） 嘆︀（嘆） 團（団） 彈（弾） 晝（昼） 鑄（鋳） 著︀（著） 廳（庁） 徵（徴） 聽（聴） 懲︀（懲） 鎭（鎮） 轉（転） 傳（伝） 都︀（都） 嶋（島） 燈（灯） 盜（盗） 稻（稲） 德（徳） 突︀（突） 難︀（難） 拜（拝） 盃（杯） 賣（売） 梅︀（梅） 髮（髪） 拔（抜） 繁︀（繁） 晚（晩） 卑︀（卑） 祕（秘） 碑︀（碑） 賓︀（賓） 敏︀（敏） 冨（富） 侮︀（侮） 福︀（福） 拂（払） 佛（仏） 勉︀（勉） 步（歩） 峯（峰） 墨︀（墨） 飜（翻） 每（毎） 萬（万） 默（黙） 埜（野） 彌（弥） 藥（薬） 與（与） 搖（揺） 樣（様） 謠（謡） 來（来） 賴（頼） 覽（覧） 欄︀（欄） 龍（竜） 虜︀（虜） 凉（涼） 綠（緑） 淚（涙） 壘（塁） 類︀（類） 禮（礼） 曆（暦） 歷（歴） 練︁（練） 鍊（錬） 郞（郎） 朗︀（朗） 廊︀（廊） 錄（録）

### Варіації
Список Дзіммейо кандзі також містить 631 додатковий кандзі, які не є елементами списку Дзьойо кандзі; 18 з них мають варіації:
亘（亙）凜（凛）尭（堯）巌（巖）晃（晄）桧（檜）槙（槇）渚（渚︀）猪（猪︀）琢（琢︀）祢（禰）祐（祐︀）祷（禱）禄（祿）禎（禎︀）穣（穰）萌（萠）遥（遙）

### Колишні Дзьойо кандзі що наявні у Дзіммейо кандзі
У 2010 році наступні 5 кандзі були вилучені зі списку Дзьойо кандзі, але збережені як Дзіммейо кандзі. Вони не мають спрощеної форми.
勺 銑 脹 錘 匁
勺 і 匁 є ієрогліфами кокудзі.

### Дзіммейо кандзі, що використовуються як Дзьойо кандзі з 2010 року
Зі 196 нових дзьойо кандзі 129 уже були в списку Дзіммейо кандзі; 10 з них використовуються в назвах японських префектур і кандзі 韓 що фігурує в назві Південної Кореї (韓国 Канкоку). Чотири з цих кандзі мають як спрощену, так і традиційну форму:
艶（豔） 曽（曾） 痩（瘦） 弥（彌）

## Хьоґай кандзі
Хьоґай кандзі — це кандзі, які не є елементами ані списку Дзьойо кандзі, ані списку Дзіммейо кандзі. У Хьоґай канджі джітахьо (яп. 表外漢字字体表) традиційні ієрогліфи розпізнаються як друкований стандартний стиль (印刷標準字体), тоді як спрощені ієрогліфи розпізнаються як спрощений стиль (簡易慣用字体). Ось кілька прикладів хьоґайдзі, які мають спрощену та традиційну форму:
唖（啞）頴（穎）鴎（鷗）躯（軀）撹（攪）麹（麴）鹸（鹼）噛（嚙）繍（繡）蒋（蔣）醤（醬）掻（搔）屏（屛）并（幷）沪（濾）芦（蘆）蝋（蠟）弯（彎）焔（焰）砿（礦）讃（讚）顛（顚）醗（醱）溌（潑）輌（輛）繋（繫）

### Колишні Хьоґай кандзі, що використовуються як Дзьойо кандзі з 2010 року
У 2010 році 67 Хьоґай кандзі було додано до списку кандзі Дзьойо; 2 з них мають традиційну та спрощену форму:
餅（餠） 麺（麵）

## Кокудзі
Кокудзі — це ієрогліфи, які були створені в Японії і не були позичені з Китаю. Деякі з них, наприклад сен 腺 (залоза), тепер також використовуються в китайській мові.
Наразі не існує кокудзі, які були б спрощені після їх появи.

### Кокудзі, що використовуються як Дзьойо кандзі або Дзіммейо (станом на 2010 рік)
Список Дзьойо кандзі наразі містить 9 кокудзі (働 і 畑 це кьоїку кандзі):
働 匂 塀 峠 腺 枠 栃 畑 込
匁 був прибраний зі списку Дзьойо кандзі у 2010, але все ще використовується як Дзіммейо кандзі.
Список Дзіммейо кандзі наразі містить 16 кокудзі:
匁 俣 凧 凪 喰 柾 椛 榊 樫 畠 笹 籾 辻 雫 鰯 麿

## Дивитись також
- Традиційні китайські ієрогліфи

## Зовнішні посилання
- A complex Shinjitai - Kyūjitai converter

1. ↑  McMullen, James (2020). The worship of Confucius in Japan. Cambridge, Massachusetts: Harvard University Asia Center. ISBN 978-1-68417-599-4. OCLC 1159164917.